# Zygoneura remota
Zygoneura remota är en tvåvingeart som beskrevs av Meijere 1913. Zygoneura remota ingår i släktet Zygoneura och familjen sorgmyggor. Inga underarter finns listade i Catalogue of Life.